# Lista przeglądarek internetowych

Konqueror

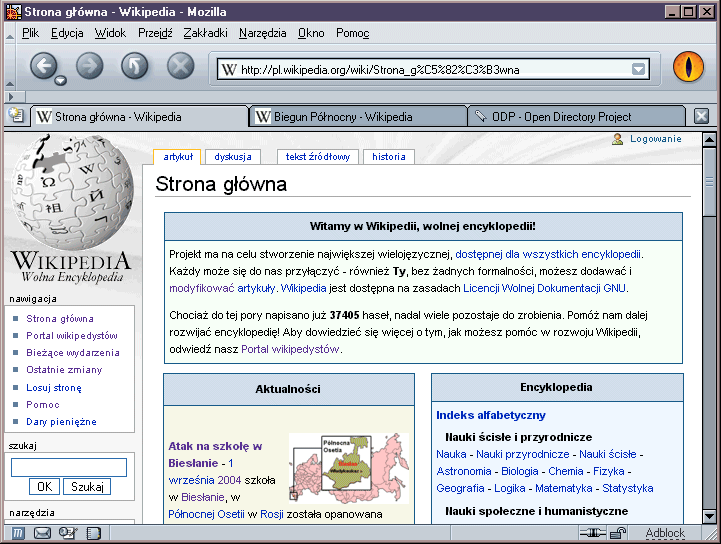
Mozilla Application Suite

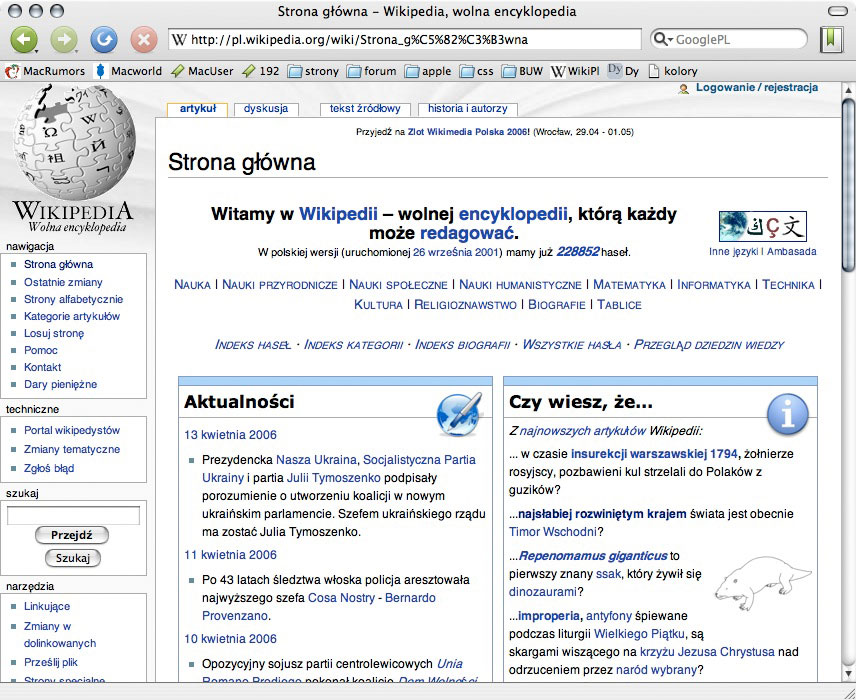
Camino

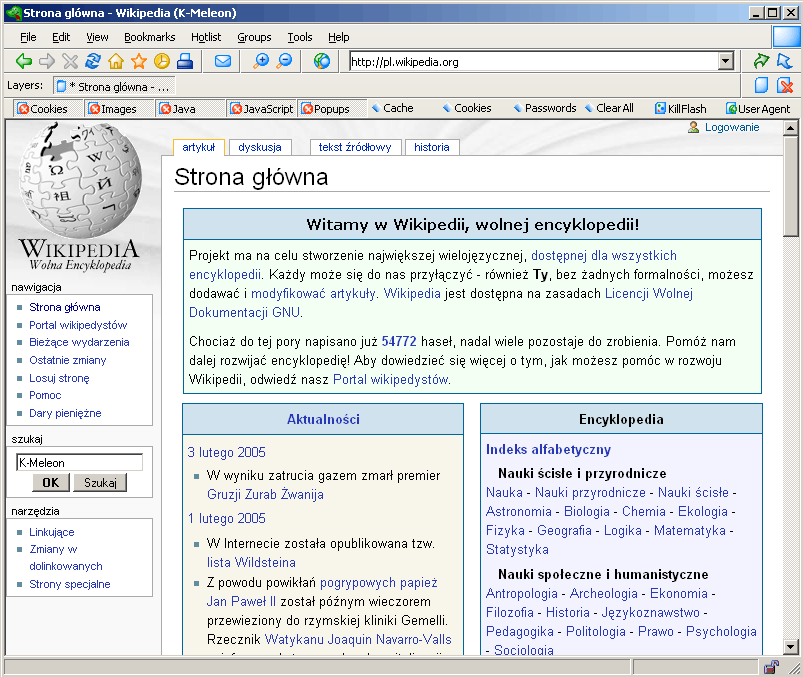
K-Meleon

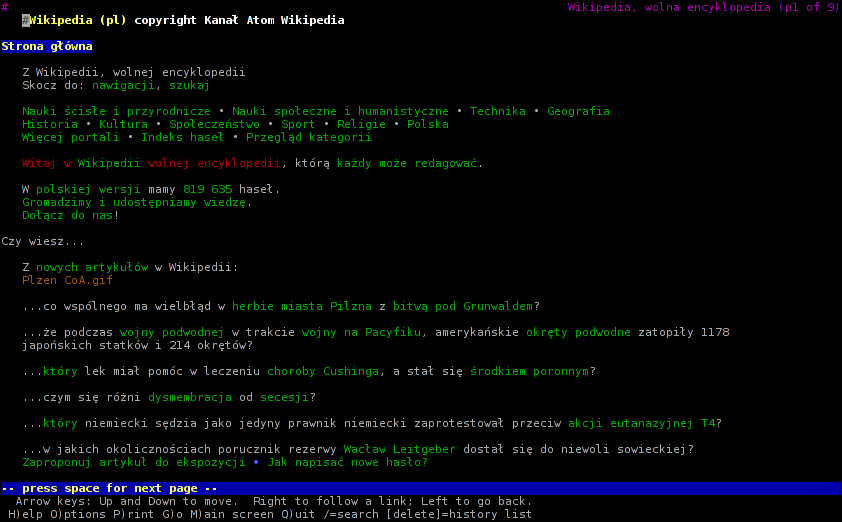
Lynx

Przeglądarka internetowa – program komputerowy, który służy do pobierania i wyświetlania dokumentów HTML/XHTML/XML z serwerów internetowych.

## Przeglądarki graficzne

### Z silnikiemTrident/EdgeHTML
Producentem silnika Trident jest Microsoft. EdgeHTML bazuje na kodzie silnika Trident.
- Aurora Browser[1][2]
- Avant Browser
- Internet Explorer
- Maxthon (do wersji 3.0)
- Microsoft Edge
- MSN Explorer
- TheWorld Browser – Chromium i Trident[3][4]

### Z silnikiemGecko/Goanna/Servo
Producentem silnika Gecko i Servo na licencji MPL jest Mozilla. Producentem silnika Goanna, który bazuje na Gecko jest Moonchild Productions.
- CompuServe
- BackArrow (oparta na Skipstone)[6][7]
- Cyberfox[8][9]
- DocZilla, przeglądarka SGML[10]
- Floorp
- GNU IceCat
- K-Meleon dla Windows
- K-MeleonCCF dla Windows (oparta na K-Meleon)[11][12]
- Madfox (oparta na Firefoksie)[13]
- Firefox (wcześniej Firebird i Phoenix, od wersji 57 wprowadzone niektóre funkcje Servo, wcześniej Gecko)
- Minimo
- Netscape Navigator (wersja 6 i nowsze, seria Netscape Browser 8 dawała możliwość przełączenia się na silnik Trident)
- Pale Moon
- Salamander[14]
- SeaMonkey
- Skipstone[15]
- Skyfire
- Swiftfox(inne języki)
- Swiftweasel(inne języki)
- TenFourFox (tylko dla systemów Mac OS X z architekturą Power-PC)
- Waterfox, zmodyfikowana i zoptymalizowana przeglądarka Firefox specjalnie dla systemów 64-bitowych.
- XeroBank Browser(inne języki)

### Z silnikiemKHTML/WebKit/Blink
Producentem silnika KHTML na licencji GPL jest zespół KDE. WebCore bazuje na KHTML, ale zawiera znaczne zmiany w stosunku do pierwowzoru.
- ABrowse[16]
- Atlantis[17]
- Brave
- Comodo Dragon
- Chromium
- Dooble
- Epiphany
- Falkon(inne języki)
- Fluid(inne języki)
- Google Chrome
- iCab
- Konqueror
- Maxthon (wersja 3.0+)
- Midori
- OmniWeb (WebCore)
- Opera (wersja 15+; wcześniej silnik Presto, a przed nim Elektra)
- Opera GX
- Origyn Web Browser
- Otter Browser
- QtWeb(inne języki)
- rekonq
- Safari (WebCore)
- Shiira (WebCore)
- SkyKruzer[18]
- Sleipnir
- Sputnik[19]
- SRWare Iron
- Sunrise[20]
- TheWorld Browser (wersja 4.0+)[4]
- Vivaldi
- GNOME Web (wcześniej Epiphany)
- Xombrero(inne języki)
- Wexond[21]

### Inne
- Internet Explorer dla systemów Mac OS (Tasman)
- Amaya
- Arachne
- AWeb
- Dillo
- Emacs/W3[22]
- Espial Escape[23][24]
- HotJava(inne języki)
- Jazilla[25][26]
- NetPositive
- NetSurf
- Off By One[27]
- Oregano(inne języki)
- P-Navigator[28]
- Voyager

### Przeglądarki mobilne

#### Zainstalowane fabrycznie
- Internet Explorer Mobile – producent Microsoft
- NetFront – producent Access Co. Ltd.
- Nokia Seria 40 – producent Nokia
- Nokia Seria 60(inne języki) – producent Nokia (aktualnie Mini Map – zmodyfikowany silnik KHTML)
- Obigo – producent Obigo AB[29], własność Teleca Systems AB
- Openwave – producent Redwood
- Opera Mini, Opera Mobile – producent Opera Software ASA

#### Instalowane przez użytkownika
- Andromeda
- Blazer(inne języki) – producent Bluelark
- Boat Browser i Boat Browser Mini[30]
- Dolphin Browser(inne języki) – producent Dolphin
- Doris – producent Anygraaf Oy[31]
- NicheView – producent Interniche Technologies Inc.[32]
- Minimo – producent Mozilla Foundation
- Palm™ Web Browser Pro – producent PalmOne Inc.
- Picsel[33] – producent Picsel Technologies Ltd.[34][35]
- Pixo Internet Microbrowser[36] – producent Sun Microsystems
- Puffin Browser(inne języki) – producent CloudMosa Inc.
- Rocket Browser – producent IBOM[37]
- Skweezer(inne języki) – producent Greenlight Wireless Corporation
- Thunderhawk(inne języki) – producent Bitstream Inc.
- UC Browser – producent UCWeb Inc.
- Wapaka[38]
- WebViewer(inne języki) – producent Reqwireless
- Novarra(inne języki)

## Przeglądarki tekstowe
- Alynx - konwersja Lynxa na Amigę
- ELinks
- Links
- Lynx
- Netrik[39]
- w3m

W ostatnim czasie do menedżera plików Midnight Commander dodano możliwość przeglądania plików HTML w trybie tekstowym.

## Przeglądarki historyczne
- Abaco(inne języki)
- Act[40]
- AMosaic(inne języki)
- AOL Explorer(inne języki)
- Arena(inne języki)
- Arora (WebKit)
- AWeb
- Beonex Communicator
- Bolt Browser
- Crystal Atari Browser (CAB)
- Camino (Gecko)
- Cello
- Conkeror(inne języki) (Gecko)
- CyberDog(inne języki)
- Erwise(inne języki)
- Flock (WebKit)
- Galeon (Gecko)
- Grail(inne języki)
- IBM Web Explorer(inne języki)
- IBrowse
- Kazehakase
- K-Ninja[41] (Gecko)
- MacWeb(inne języki)
- MidasWWW(inne języki)
- Mothra
- Mosaic
- Mozilla (Gecko)
- Netscape (oparty na Gecko i Trident)
- NetShark
- Oracle PowerBrowser(inne języki)
- RockMelt (WebKit)
- SlipKnot(inne języki)
- ViolaWWW(inne języki)
- WebRouser
- WorldWideWeb (Nexus)